# Nancy Lyle
Nancy Lyle (* 26. Februar 1910; † 1986) war eine britische Tennisspielerin der 1930er Jahre.

## Erfolge
1935 gewann sie mit der Britin Evelyn Dearman das Damendoppel der australischen Tennismeisterschaften (heute Australian Open). Sie besiegten Louie Bickerton und Nell Hall Hopman mit 6:3, 6:4. Im Einzelfinale unterlag Lyle im selben Jahr Dorothy Round Little mit 1:6, 6:1 und 6:3.
1946 war Lyle Team-Kapitän der britischen Wimbledon-Damenmannschaft.